# 발라스캴프
발라스캴프(고대 노르드어: Valaskjálf)는 노르드 신화의 오딘의 저택이다. 순수한 은으로 지붕을 올렸으며, 저택 안에 옥좌 흘리드스캴프가 있다.

## 같이 보기
- 발홀